# Abbaye de Saint-Quentin-en-l'Isle
L'abbaye de Saint-Quentin-en-l'Isle était une abbaye bénédictine, située primitivement, comme son nom l'indique, sur une île de la Somme, dans le faubourg d'Isle à Saint-Quentin dans l'Aisne, déclarée royale en 1406.

## Histoire
Le tombeau de Saint Quentin est un lieu de pèlerinage important depuis le VIe siècle. Les pèlerins se procurent l'eau curative dans la chapelle d'Isle, où se trouvent le puits aménagé à l'emplacement de la découverte du corps du martyr. Une communauté de chanoines dessert la chapelle élevée sur ce lieu . L'abbaye aurait été fondée par Mommelin de Noyon en 660.
L'abbaye est détruite par les Normands en  882. Elle est restaurée par l'abbé Anselme vers 950. Albert Ier de Vermandois, parfois considéré comme le fondateur de l'abbaye, contribue à l'installation, vers 963, des moines bénédictins qui remplacent les chanoines.
La maladrerie Saint-Ladre ou Saint-Lazare ou du Blanc Mont créée vers la fin du XIe ou au début du XIIe siècle, dépend de l'abbaye d'Isle. À partir de 1295, elle est administrée par la commune et continue de relever de l'abbaye d'Isle pour les questions religieuses.
L'abbaye d'Isle est constamment en conflit avec la commune qui l'accuse de modifier le niveau des retenues d'eau pour accroître son domaine. Toutes les terres inondables en amont de l'île relèvent de l'abbaye. En 1311, l'abbaye est envahie par la commune en armes qui moleste les moines pour les intimider. En 1313, ils abandonnent leur droit de justice sur une grande partie du quartier d'Isle. En 1350, un jugement du bailli fixe les limites de la juridiction de l'abbaye : elle comprend tout le quartier au sud du Bié ou Kanel, avec les moulins de Becquerel et du Gronnard ainsi que le four d'Isle. En 1390, une sentence du prévôt du roi confirme le droit de justice et d'aubaine sur le quartier d'Isle. L'abbaye exerce ses droits au moyen d'un mayeur assisté par deux échevins et un greffier.
En 1146, l'église, qui était en bois, est reconstruite en pierre, consacrée en 1146 par Simon de Vermandois, évêque de Noyon et Tournai. Elle abrite le puits correspondant à l'endroit où Eusébie a retrouvé le corps du martyr.
Le 27 août 1557, l'abbaye est détruite pendant la le siège  de Saint-Quentin. En 1562, les religieux dispersés, se réunissent et célèbrent la messe dans la chapelle Saint-Eloi restaurée. L'office est dit aussi provisoirement en l'église Saint Thomas, et Jean Gallet élève de ses propres deniers une chapelle sur le lieu même où existait celle de Sainte Marie
L'abbaye se déplace à l'intérieur de la ville, où les moines avaient une maison de refuge, grâce au don d'un vaste terrain (49° 50′ 41″ N, 3° 17′ 22″ E). L'église rapidement construite, est bénie en 1582.
En 1634, une convention, renouvelée le 19 janvier 1667, réunit l'abbaye et les religieux de l'abbaye d'Isle à la
congrégation de Saint-Maur.
En 1718, les bâtiments sont entièrement reconstruits, selon une disposition modifiée.
Le 13 février 1790, l'Assemblée constituante prononce l'abolition des vœux monastiques et la suppression des congrégations religieuses. Les bénédictins restants quittent l'abbaye. Elle devient, sous le premier Empire, le siège de l'Hôtel de la Sous-Préfecture de l'arrondissement de Saint-Quentin.
Les vestiges de l'abbaye détruite en 1557 ont été englobés dans les ouvrages à cornes construits au XVIIIe siècle. Des sarcophages ont été découverts à cette époque, pouvant appartenir à son cimetière. À cet emplacement, il y a eu une filature de coton, puis une sucrerie aujourd'hui détruite.

## Abbés
D'après Colliette

### Abbés réguliers
- ~876 : Auber
- ~940 : Hugues (†962), vivait sous Héribert II, comte de Vermandois.
- ~962-~970 : Anselme, chanoine de Saint-Quentin, restaura l'abbaye
- ~970-986 : Arnoldus, Arnoul ou Arnould[5].
- ~1043-~1052 : Gérard I,
- ~<1075 : Gérard II,
- ~1100 : Beaudouin I,
- ~1104 : Gualtelinus, Gualtellier,
- ~1106 : Ingelbert,
- ~1136-1164 : Beaudoin II (†1169), neveu d'Ingelbert
- Beaudoin III,
- ~1170 : Hugues I (†1178)
- ~1178 : Mathieu
- Rainier
- ~1220 : Hugues II,
- ~1233 : Gualtelinus II
- 1234 : Pierre I
- 1237 : Simon,
- 1270 : Gérard III
- ~1290 : Reginaldus, Renaud
- ~1306 : Gautier,
- ~1323 : Nicolas,
- ~1341 : Raoul,
- ~1366 : Florent,
- ~1371 : Pierre II
- ~1390 : Jean Leclerc,
- ~1431 : Nicolas de La Porte (†1438),
- ~1453 : Jean de Vadencourt (†1471),
- 1470-1472 : Jean de Bailleul (†1472), docteur en théologie
- 1472-~1490 : Jean de Bury (†1492)

### Abbés commendataires
Comme la plupart des monastères de France par le concordat de 1516, la mise en commende s’appliqua à l’abbaye d’Isle : 
- Pierre d'Aubusson (†1503), grand maître des Hospitaliers de l'ordre de Saint-Jean de Jérusalem, cardinal et légat du pape en Asie.
- Charles de Blanchefort (†1515), Évêque de Senlis
- 1515 : Jean de Verly (†1549)
- 1549 : Jean de Bours
- 1549-1578 : François de Luxembourg
- 1578-1586 : Louis d'Esté, cardinal, évêque de Ferrare et archevêque d'Auch.
- 1594 : Adrien ou Adrian Lefèvre de Caumartin, frère de Louis Lefèvre de Caumartin.
- 1598-1614 : Louis Lefèvre de Caumartin (1586-1624), fils de Louis Lefèvre de Caumartin.
- 1614 : François Lefèvre de Caumartin (†1652), évêque d'Amiens, frère du précédent.
- 1652 : Henri Lefèvre de Caumartin (†1693), chanoine de Paris, neveu du précédent.
- 1693-1743 : Jean-Paul Bignon,prêtre, docteur en Sorbonne, prédicateur de Louis XIV et bibliothécaire du roi.
- 1743-1757 : Adrien-François d'Hallencourt de Boulainvilliers (†1757)
- 1757-1775 : Louis Charles Othon (1721-1778), Comte d'Immerselle et de Bockhoven, Prince de Salm-Salm, abbé commendataire de Bohéries (1742), de Beaupré (1751-1776) et de Saint-Quentin-en-l'Isle, marié, après dispense, en 1775,
- ~1775 : (Alexandre-Angélique de Talleyrand-Périgord)[réf. souhaitée]

## Prieurés
L'influence de l'abbaye s'étend sur les prieurés où elle envoie ses religieux et recueille les revenus :
- Prieuré de Quessy

## Droit de patronage et dîmage
L'abbaye a le droit d'élire et de pourvoir aux cures des églises dont elle est patron, de prêtres qu'elle présente à l'ordination de l'évêque diocésain. C'est le droit de patronage, de présentation à l’évêque et de nomination d'un desservant aux églises ou cures (paroisses) où elle percevait les grosses dîmes.
L'abbé présentait à l'évêque pour la nomination aux cures d'Alaincourt, de Saint-Éloi de Saint-Quentin et de Saint Ladre de Saint-Quentin, de Ennevelin (donation en 1106), de Pont-à-Marcq, de Oskerke (1089) avec les chapelles de Lapscheure, de Moerkerke, de Volpes et Vaucres (1163).

## Patrimoine foncier
L'abbaye de Saint-Quentin-en-l'Isle possédait à Sainghin-en-Mélantois un domaine affranchi de toute juridiction exercée par le comte et ses officiers, confirmé par Lothaire en 977 ; et le fief de Bersin à Sainghin.
Philippe de Flandre, qui avait épousé Isabelle, héritière du comté de Vermandois, donna à l'église de Saint- Quentin en l'Isle le moulin de Gronnard.
La seigneurie de Saint-Quentin-en-l'Isle commence à Rouvroy et Harly, vers l'est et s'étend jusqu'au moulin de Rocourt, vers l'ouest. Ce domaine recouvre précisément toute la vallée placée au sud de la cité. L'abbaye d'Isle contrôle ainsi la principale écluse aménagée dans les trois arches du Grand Pont et aussi la petite écluse de Gronnard. Sur ces espaces de marécages et de prairies pèsent des droits d'herbage et de pâturage au profit des bourgeois. Le droit de pêche dans le canal du Biez est disputé par la commune et l'abbaye d'Isle qui possède une pêcherie aménagée, avec une maison près de son grand vivier ou vivier du Grand Pont. Le moulin de Becquerel, situé sur le bras principal de la Somme, est devenu si peu rentable que l'abbaye d'Isle a fini par renoncer à l'exploiter, au profit des Carmélites d'Amiens.
L'abbaye possédait des terres à Gauchy et à Berthenicourt ; l'alleu d'Andignies ; la seigneurie de Villers-le-Sec ; une maison à Rocourt et des biens à Saint-Quentin, Rouvroy, Camery, Regny, Ribemont, Berthenicourt, Alaincourt, Mézières, Moy, Villers-le-Sec, Mons-en-Laonnois, Nouvion-le-Comte, Essigny, Montigny-le-Court, Brancourt.

## Héraldique
| Armoiries de l'Abbaye de Saint-Quentin-en-l'Isle. | Les armes de l'abbaye se blasonnent ainsi : Cinq points d'argent, équipolés à quatre d'azur, à neuf macles de l'un en l'autre. |